# Освічений абсолютизм

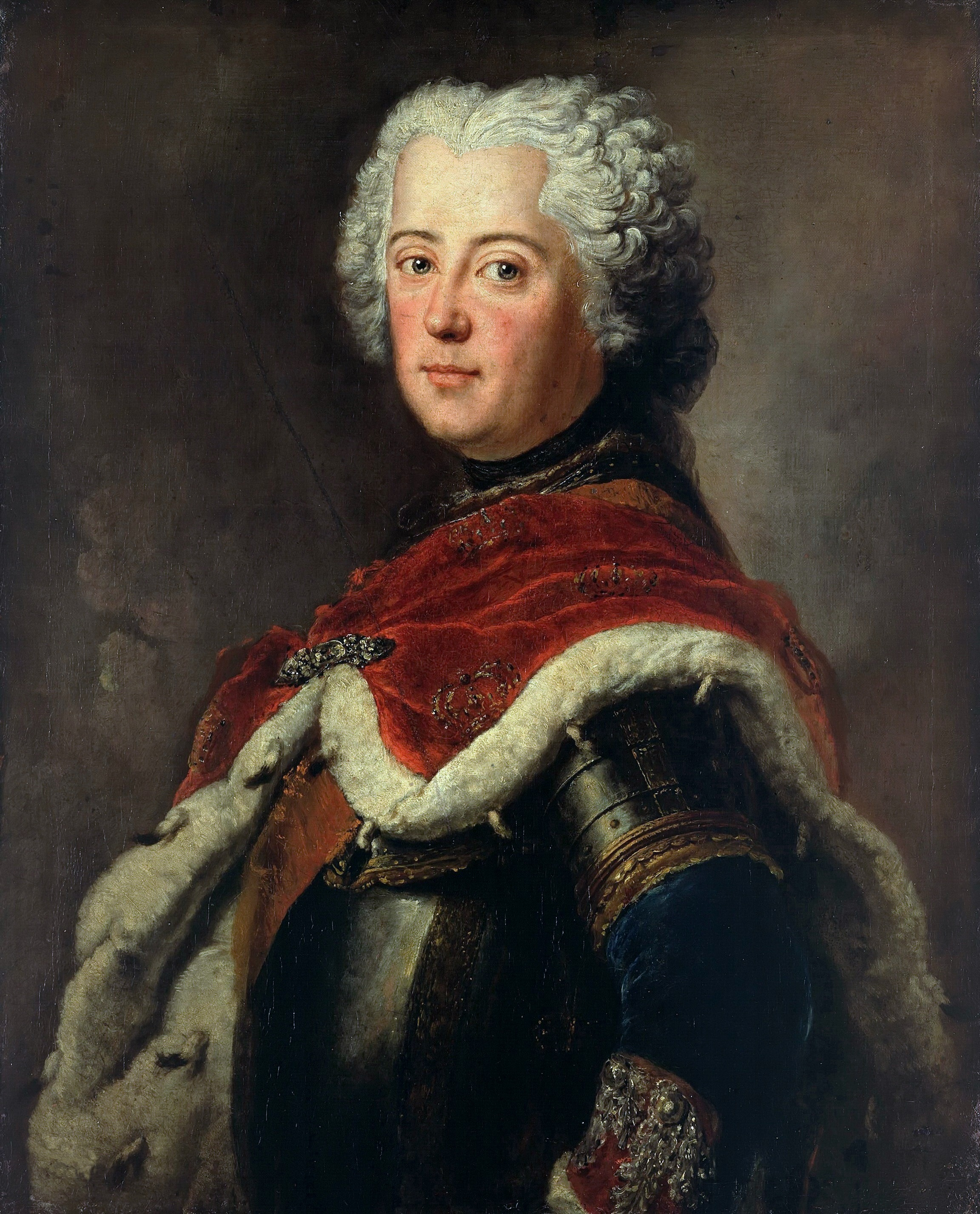
Фрідріх II напередодні коронації. Портрет роботи А.Песне

Освічений абсолютизм (також відомий як освічений деспотизм) — політика, здійснювана у XVIII столітті в деяких європейських монархічних державах. Її змістом було знищення або перетворення «згори» найбільш застарілих феодальних порядків. Монархи, які здійснювали цю політику, зображували своє правління як союз королів і філософів.

## Хронологія
Хронологічні межі освіченого абсолютизму умовні, зазвичай наводиться період з 1740 р. по 1789 р., тобто від вступу на престол прусського короля Фрідріха II до Французької революції.
В російській літературі межі освіченого абсолютизму часто трактують розширено — залучаючи до них добу Петра I, хоча цього російського володаря надихали не стільки ідеї Просвітництва (що в той час були поширені лише в Британії), скільки ідеал «регулярної держави» Самуїла Пуфендорфа та Готфріда Лейбніца.
Також дискусійним є питання чи варто поширювати термін «освічений абсолютизм» на державу Габсбургів часів Йосипа II та Російську імперію часів Катерини II, які часто визначають як «поліцейські держави».

## Особливості
Теорія «освіченого абсолютизму», родоначальником якої вважається Томас Гоббс, цілком пройнята раціоналістичною філософією Просвітництва. Сутність її полягає в ідеї світської держави, в прагненні абсолютизму поставити вище всього центральну владу. До XVIII століття державна ідея, виразником якої був абсолютизм, розумілася вузькопрактично: поняття про державу зводилося до сукупності прав державної влади. Міцно тримаючись за вироблені традицією погляди, освічений абсолютизм вніс разом з тим і нове розуміння держави, яка вже накладає на державну владу, що користується правами, і обов'язки. Наслідком такого погляду, що склалася під впливом теорії договірного походження держави, з'явилося те теоретичне обмеження абсолютної влади, яке викликало в європейських країнах цілу низку реформ, де поруч з прагненням до «державної користі» висувалися турботи про загальний добробут.
«Просвітницька» література XVIII століття не тільки ставила завдання критики старих порядків: прагнення філософів і політиків того часу сходилися в тому, що реформа повинна здійснитися державою і в інтересах держави. Не дивно, що ці ідеї припали до смаку деяким монархам, зокрема Фрідріху II. Ще в юності він захопився філософією і листуванням із вільнодумцями, став масоном і написав власний трактат із критикою політичної теорії Макіавеллі, виданий в Голландії під вигаданим ім'ям. А ставши королем, Фрідріх II із завзяттям взявся за проведення реформ — у відповідності із власним розумінням ідей Просвітництва. Він заборонив тортури й оголосив про скасування цензури. Переконаний прихильник свободи віросповідання, король стверджував, що може звести у Пруссії святилища навіть для язичників, якщо ті захочуть оселитися в його державі, а згодом таки розпорядився побудувати католицький собор у Берліні, населеному переважно протестантами.
Приватну власність оголосили недоторканною, судочинство за порадою Монтеск'є відокремили від виконавчої влади. За наказом монарха був створений новий звід законів. Фрідріх II запровадив у Пруссії загальну початкову освіту, будував дороги, заохочував заснування нових мануфактур, скасував митниці всередині королівства. Така державна політика, власне, й дістала назву «освіченого абсолютизму».
«Освічений абсолютизм», принаймні в теорії прагнув до союзу монархів і філософів, які бажали підпорядкувати держава чистому розумові. Не дивно, що в літературі «освічений абсолютизм» був зустрінутий захоплено. Найбільш яскравий приклад цього захоплення — політичний світогляд Вольтера, цієї ж точки зору трималася і школа фізіократів з Кене, Мерсьє-де-ла-Рів'єром і Тюрго на чолі.

## Країни
Політика освіченого абсолютизму, за прикладом Фрідріха II поширився й на інші країни Європи — окрім Англії, Польщі і Франції: Англія вже досягла того, до чого прагнув освічений абсолютизм, в Польщі не було королівського абсолютизму і панувала шляхта, а королі Франції Людовик XV і Людовик XVI не в змозі були взяти на себе ролі ініціаторів реформи, внаслідок чого колишній лад був зруйнований революцією.

## Представники
Центральною фігурою цієї епохи був Фрідріх II Великий (правив у 1740—1786 роках).
Інші представники освіченого абсолютизму:
- В Іспанії — міністр Аранда при Карлі III (1759—1788)[2]
- В Португалії — Помбал (1760—1777) при Йосипі Емануілі
- В Неаполі — міністр Тануччі при Карлі III і Фердінанді IV
- В Тоскані — Леопольд I (1765—1790)
- В Данії — міністр Струензе (1769—1772) при Крістіані VII
- В Швеції — Густав III (1771—1792)[3]
- В Бадені — Карл Фрідріх
- В Речі Посполитої — Станіслав Понятовський(1764—1795)[джерело?]
- В Австрії — Марія-Терезія
- Селім III (1789—1808)[4]
- Махмуд II (1808—1839)[5]

Діяльність усіх цих реформаторів була значною мірою наслідуванням перетворень Фрідріха II.